# Championnat d'Éthiopie de football 2007-2008
Navigation
Saison précédente Saison suivante
La saison 2007-2008 du Championnat d'Éthiopie de football est la soixante-deuxième édition de la première division en Éthiopie, la National League. À l'origine composée de quatorze formations, elle regroupe finalement, sous forme d'une poule unique, vingt-cinq équipes du pays qui ne se rencontrent qu'une seule fois au cours de la compétition. À l'issue de la saison, seuls les quatorze premiers se maintiennent parmi l'élite, les autres clubs sont relégués et remplacés par les deux meilleurs de deuxième division.  
C'est le club de Saint-George SA qui remporte le championnat cette saison, après avoir terminé invaincu en tête du classement final, avec neuf points d'avance sur Adama City et quatorze sur le tenant du titre, Awassa City FC. Il s'agit du 22e titre de champion d'Éthiopie de l'histoire du club.
Initialement, le championnat devait se disputer avec 14 équipes : les six équipes qui n'avaient pas pris part au boycott durant la saison précédente et huit équipes de division inférieures, « invitées » par la fédération éthiopienne pour recomposer la première division. Cependant, en février 2008, à l'issue de la 9e journée, la fédération fait marche arrière et autorise les clubs dissidents à réintégrer le championnat, qui compte désormais 25 équipes.

## Les clubs participants
| - EEPCO - Metehara Sugar FC - Ethiopian Coffee - Awassa City FC - Nyala SC - Adama City - Defence Force SC - Ethiopian Insurance FC - Agricultural Marketing FC | - Baher Dar University FC - Addis Abeba Police FC - Ethiopian Water Works FC - Southern Police FC - Guna FC - Finchaa Sugar FC - Omedla FC - Fasil City FC | - Shashemene City FC - Harrar Beer Botling FC - Banks Sports Club - Saint-George SA - Muger Cement FC - Trans Ethiopia FC - Air Force FC - Tikur Abay FC |

## Compétition
Le barème de points servant à établir les classements se décompose ainsi :
- Victoire : 3 points
- Match nul : 1 point
- Défaite : 0 point

### Classement
| Rang | Équipe                    | Pts | J  | G  | N  | P  | Bp | Bc | Diff |
| ---- | ------------------------- | --- | -- | -- | -- | -- | -- | -- | ---- |
| 1    | Saint-George SA           | 62  | 24 | 19 | 5  | 0  |    |    |      |
| 2    | Adama City                | 53  | 24 | 16 | 5  | 3  |    |    |      |
| 3    | Awassa City FCT           | 48  | 24 | 15 | 3  | 6  |    |    |      |
| 4    | EEPCO                     | 47  | 24 | 15 | 2  | 7  |    |    |      |
| 5    | Ethiopian CoffeeC         | 41  | 24 | 12 | 5  | 7  |    |    |      |
| 6    | Trans Ethiopia FC         | 41  | 24 | 11 | 8  | 5  |    |    |      |
| 7    | Defence Force SC          | 39  | 24 | 11 | 6  | 7  |    |    |      |
| 8    | Banks SC                  | 36  | 24 | 10 | 6  | 8  |    |    |      |
| 9    | Harar Beer Botling        | 35  | 24 | 8  | 11 | 5  |    |    |      |
| 10   | Metehara Sugar FC         | 35  | 24 | 10 | 5  | 9  |    |    |      |
| 11   | Muger Cement FC           | 34  | 24 | 8  | 10 | 6  |    |    |      |
| 12   | Ethiopian Insurance FC    | 34  | 24 | 8  | 10 | 6  |    |    |      |
| 13   | Nyala SC                  | 32  | 24 | 9  | 5  | 10 |    |    |      |
| 14   | Southern Police FC        | 31  | 24 | 8  | 7  | 9  |    |    |      |
| 15   | Tikur Abay FC             | 31  | 24 | 8  | 7  | 9  |    |    |      |
| 16   | Fasil City FC             | 31  | 24 | 9  | 4  | 11 |    |    |      |
| 17   | Ethiopian Water Works FC  | 30  | 24 | 9  | 3  | 12 |    |    |      |
| 18   | Addis Abeba Police FC     | 30  | 24 | 7  | 9  | 8  |    |    |      |
| 19   | Air Force FC              | 26  | 24 | 6  | 8  | 10 |    |    |      |
| 20   | Baher Dar University FC   | 23  | 24 | 6  | 5  | 13 |    |    |      |
| 21   | Guna FC                   | 22  | 24 | 5  | 7  | 12 |    |    |      |
| 22   | Shashemene City FC        | 20  | 24 | 4  | 8  | 12 |    |    |      |
| 23   | Fincha Sugar FC           | 20  | 24 | 5  | 5  | 14 |    |    |      |
| 24   | Agricultural Marketing FC | 14  | 24 | 3  | 5  | 16 |    |    |      |
| 25   | Omedla FC                 | 8   | 24 | 1  | 5  | 18 |    |    |      |

|  | Champion d'Éthiopie 2008                                                                |
|  | Relégation directe en deuxième division                                                 |
|  | T : Tenant du titre C : Vainqueur de la Coupe d'Éthiopie P : Promu de deuxième division |

## Bilan de la saison
| Championnat d'Éthiopie de football 2007-2008 | |
| Champion                                     | Saint-George SA (22e titre) |
| Coupes et trophées                           | |
| Vainqueur de la Coupe d'Éthiopie 2007-2008   | Ethiopian Coffee |
| Qualifications continentales                 | |
| Ligue des champions de la CAF 2009           | Aucun |
| Coupe de la confédération 2009               | Aucun |
| Promotions et relégations                    | |
| Promus en National League                    | Dire Dawa City FC |
| Promus en National League                    | Sebeta City FC |
| Relégués en Second League                    | Baher Dar University FC Addis Abeba Police FC Ethiopian Water Works FC Guna FC Finchaa Sugar FC Omedla FC Fasil City FC Agricultural Marketing FC Air Force FC Tikur Abay FC Shashemene City FC |